# Theodora und Didymus

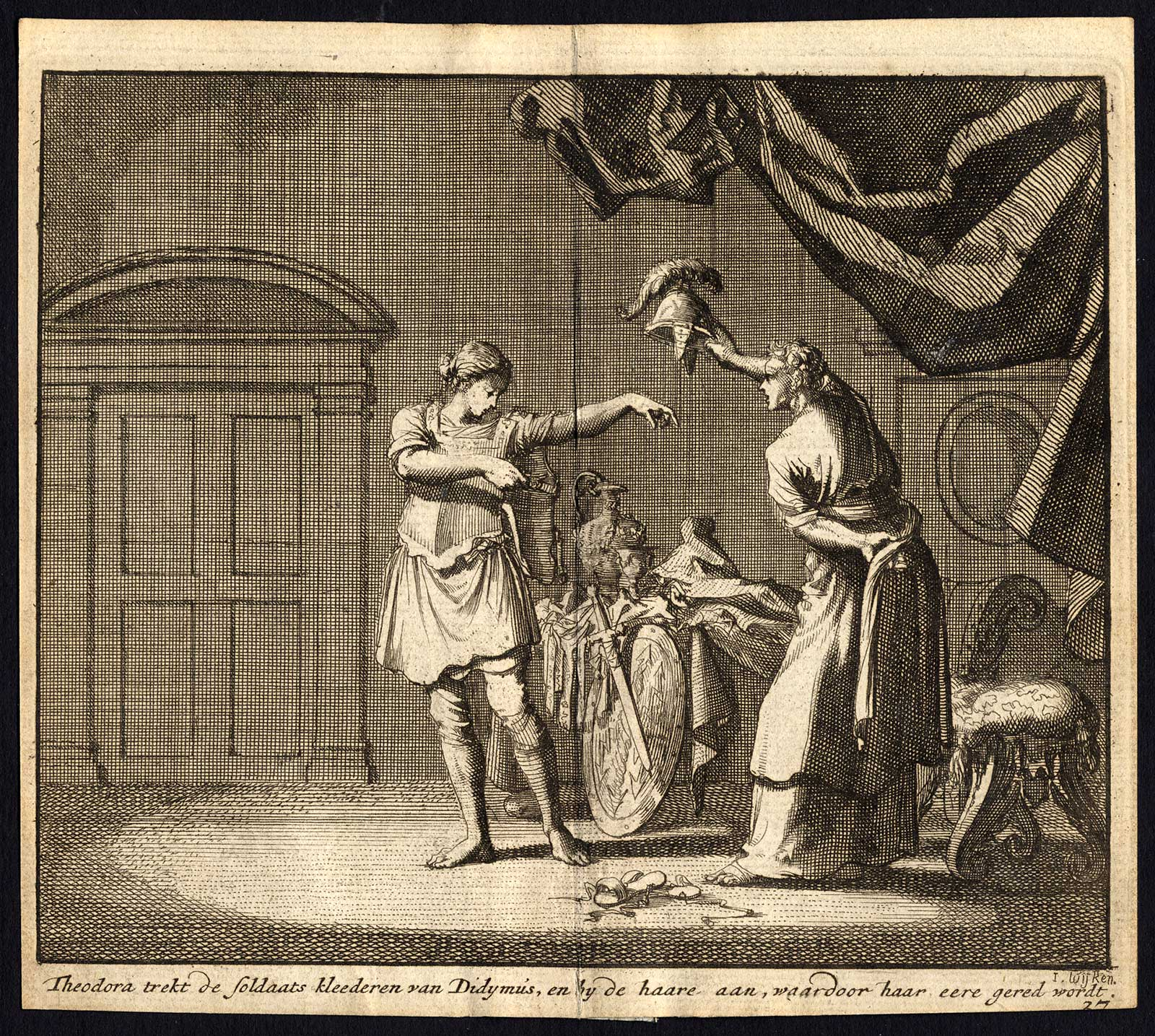
Theodora und Didymus tauschen im Bordell ihre Kleidung – historischer Kupferstich

Theodora und Didymus († 304) waren christliche Märtyrer. Ihre Geschichte wurde von Ambrosius von Mailand aufgezeichnet. Ihr katholischer Gedenktag ist der 28. April (orthodox: 27. April).

## Leben und Tod
Die schöne Christin Theodora lebte in Alexandria. Wegen ihres Keuschheitsgelübdes wurde sie vom römischen Statthalter Proculus verurteilt, sich in einem Freudentempel zu prostituieren. Ihr Verehrer, der Soldat Didymus, ebenfalls Christ, besuchte Theodora, um ihr zur Flucht zu verhelfen. In der Soldatenkleidung gelang Theodora die Flucht. Didymus jedoch wurde zum Tode verurteilt. Theodora bot ihr Leben für das von Didymos. Letztendlich wurden beide geköpft. 

### Reliquien
Die Reliquien der Heiligen befinden sich heute in der Wallfahrtskirche zu Gartlberg.

## Theodora und Didymus in der Kunst
Pierre Corneille schrieb 1645 die Tragödie Theodora, verlegte jedoch das Geschehen nach Antiochien. Das Stück war ein Misserfolg.
Georg Friedrich Händel komponierte 1749 das Oratorium Theodora. Auch dieses Stück war ein Misserfolg.